# North American XB-70 Valkyrie
North American XB-70 „Valkyrie“ byl prototyp strategického bombardéru B-70 schopného jaderného úderu hluboko nad cizím územím, který měl sloužit ve strategickém leteckém velení letectva Spojených států (Strategic Air Command). Navržen byl na konci padesátých let společností North American Aviation. Letoun měl šest motorů a ve výšce 21 000 m měl být schopný letět rychlostí více než 3 Machy.
Očekávalo se, že při těchto rychlostech bude B-70 prakticky imunní vůči stíhacím letounům - v té době jediné účinné zbrani proti bombardérům. Bombardér měl strávit jen krátkou dobu nad určitou radarovou stanicí a letět mimo její dosah, než by mohla obsluha poslat své stíhače na vhodné místo pro jeho zachycení. Vysoká rychlost také ztížila viditelnost letadel na radarových displejích a jeho velké rychlosti i dostupu nemohl stačit žádný tehdejší sovětský záchytný stíhač.
Zavedení prvních sovětských raket typu země-vzduch koncem padesátých let zpochybnilo jeho téměř nezranitelnost. V reakci na to letectvo Spojených států (USAF) začalo podnikat své mise v nižších letových hladinách, kde byl rozsah radaru raket omezen terénem. V průniku v menších výškách nabízel B-70 nižší výkony oproti B-52, kterého měl nahradit, zatímco při kratším doletu byl mnohem dražší. Byly navrženy další alternativní mise, ty však byly omezené. S příchodem mezikontinentálních balistických raket (ICBM) na konci padesátých let začaly být bombardéry s posádkou považovány za zastaralé.
Předpokládané náklady na zavedení letounu do výzbroje, technologické problémy a nová role při nasazení strategických bombardérů, definovaná na začátku 60. let, znamenaly v roce 1961 ukončení projektu XB-70. Vývoj byl poté převeden na výzkumný program ke studiu účinků dlouhodobých vysokorychlostních letů. Vznikly dva prototypy, označené XB-70A; tato letadla byla používána pro nadzvukové zkušební lety v letech 1964–69. V roce 1966 druhý prototyp havaroval po srážce s F-104 během předváděcího letu při letu v těsné formaci a první prototyp je vystaven v Národním muzeu USAF na základně Wright-Patterson AFB nedaleko Daytonu,

## Vývoj

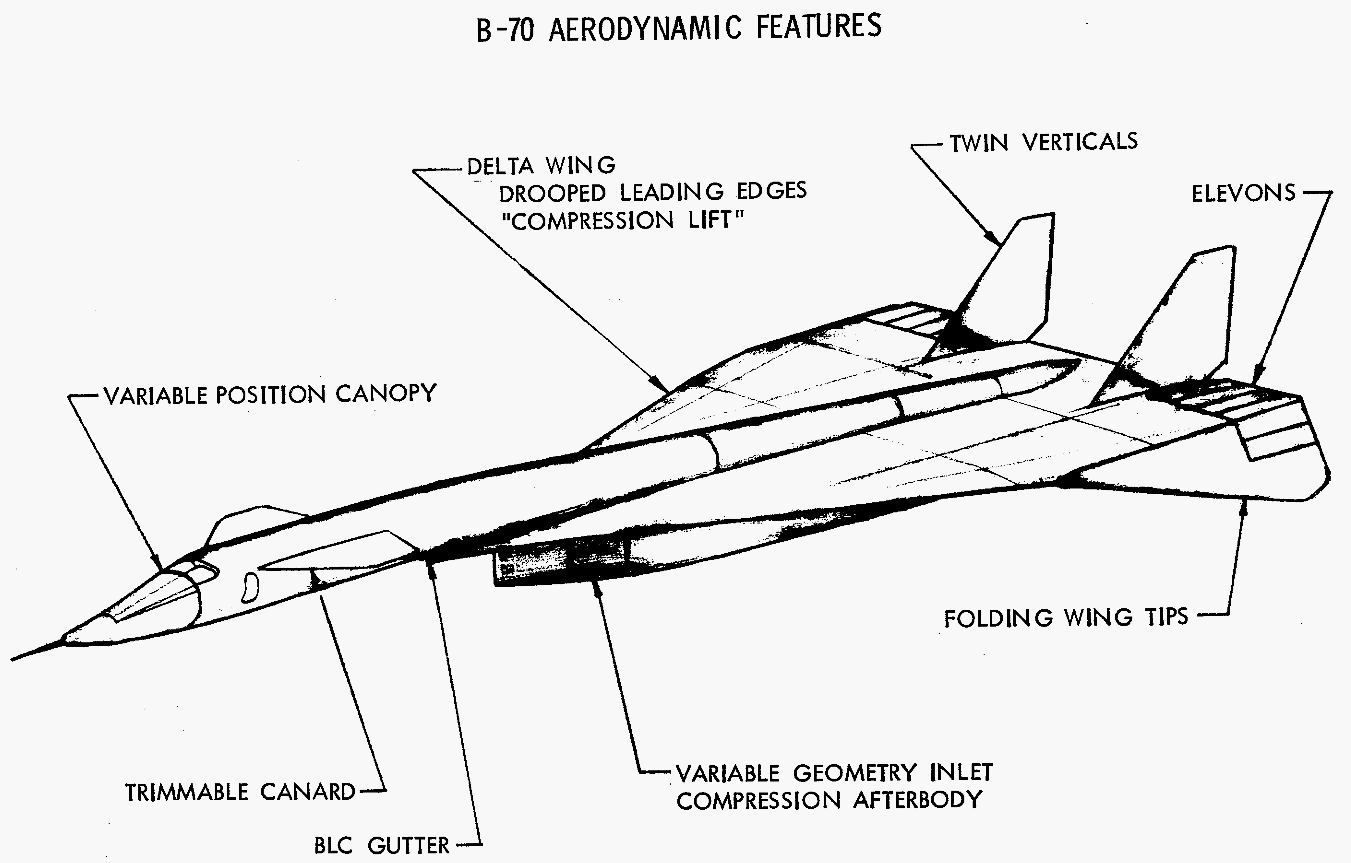
Konečný návrh WS-110A

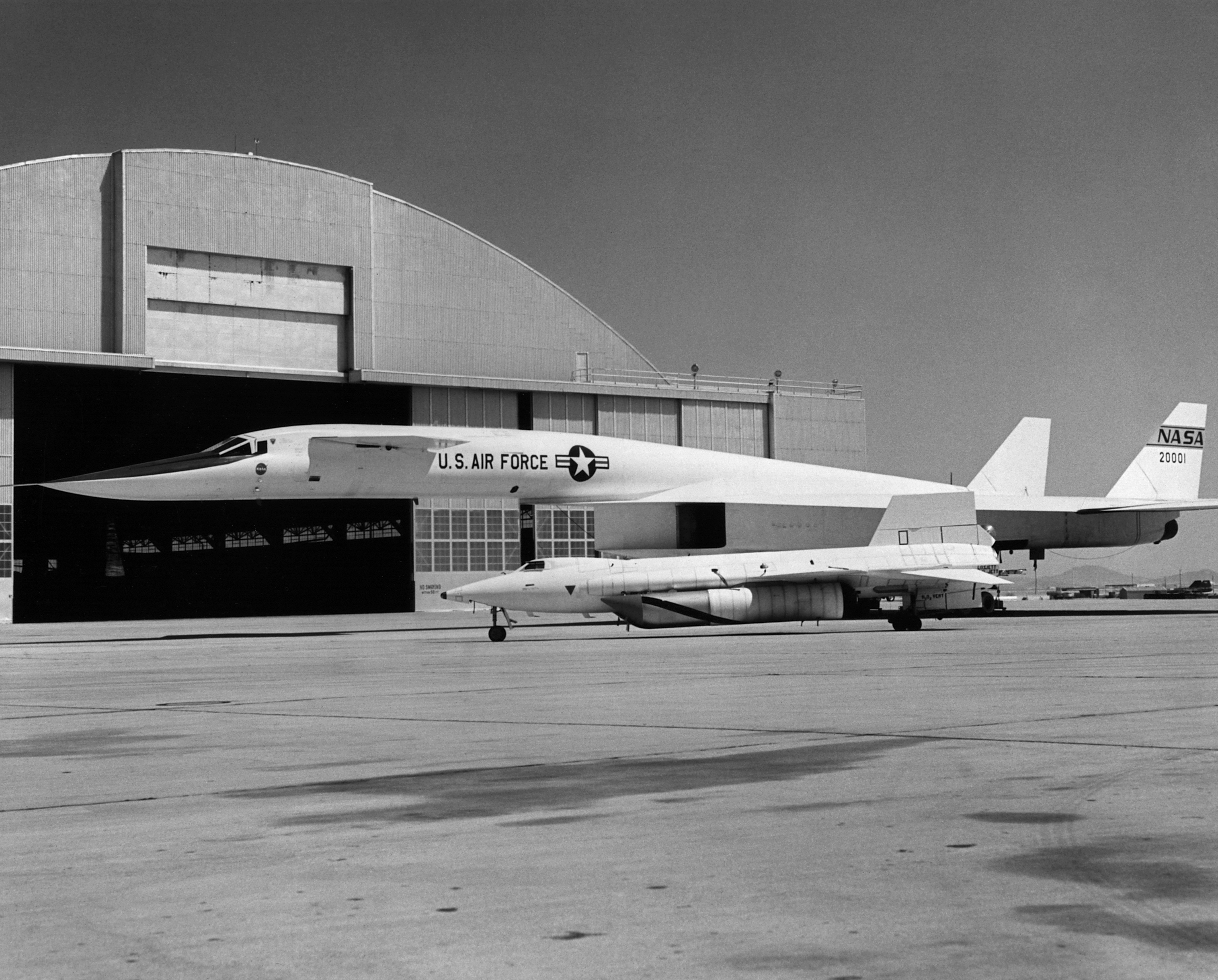
XB-70 a X-15

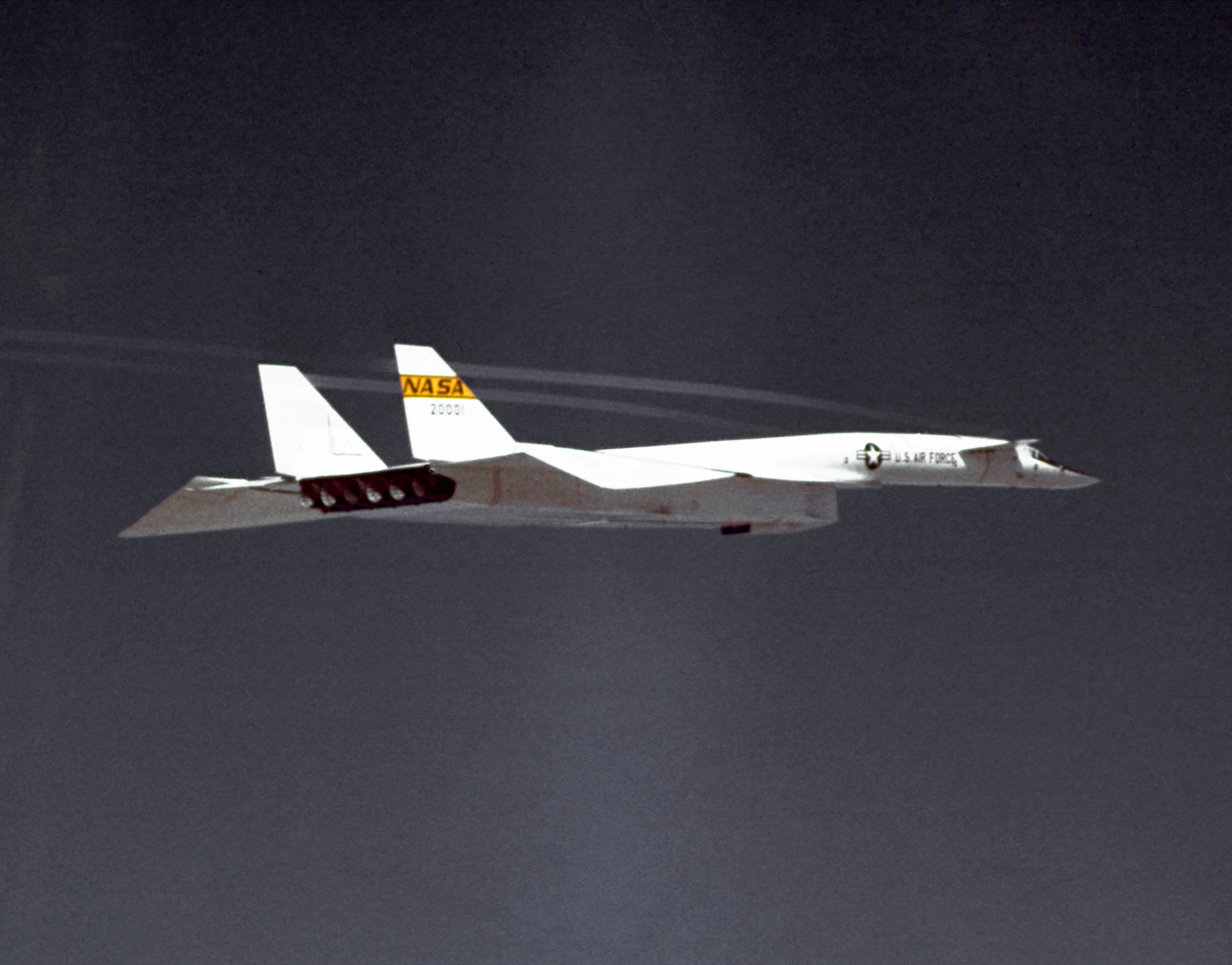
XB-70 za letu

V roce 1955 USAF vypsalo specifikace na vývoj bombardéru s doletem a nosností B-52 a současně rychlostí B-58, který by oba uvedené typy nahradil ve výzbroji USAF od roku 1965. Zpočátku byla požadována cestovní rychlost na úrovni M=0.9, s možností akcelerace letounu nad M=2 během samotného útoku na cíl. Koncem roku 1955 došlo k uzavření smluv o vypracování prvotních studií s firmami Boeing a North American Aviation. Jejich prezentace v roce 1956 představily mohutné stroje s obrovskými nádržemi na koncích křídla, které měly být odhozeny před zahájením akcelerace na nadzvukovou rychlost během útoku na cíl. Uvažovaly se dokonce odhazovatelné celé části letounu. Letectvo Spojených států amerických oba návrhy v roce 1957 vyhodnotilo a shledalo příliš velkými a komplikovanými pro praktické využití, nicméně posloužily jako základ pro další úvahy o velkých bombardérech.
V průběhu koncepčních prací obě firmy zaměřily svoji pozornost na speciální borem obohacené palivo určené do proudových motorů, které mělo díky vyššímu energetickému obsahu na jednotku hmotnosti umožnit podstatné zvýšení rychlosti a doletu. Výpočty ukázaly, že se šesti motory využívajícími borové palivo lze dosáhnout rychlosti M=3 ve výšce 70 000 stop (21 340 m) a současně doletu 8750 mil (14 082 km).
Nové studie Boeingu i North Americanu představily stroje s mohutným delta – křídlem a vzletovou hmotností na úrovni 500 000 lb (226 800 kg). North American navíc vnější části křídla navrhl jako za letu nadzvukovou rychlostí sklopné směrem dolů, což mimo zvýšení stability umožnilo zachytit rázovou vlnu a generovat tzv. „kompresní vztlak“. V roce 1957 byly návrhy znovu vyhodnoceny a vítězem vyhlášena firma North American. Její bombardér dostal v roce 1958 označení XB-70 a jméno „Valkyrie“ Písmeno X americkém systému značení ukazuje na experimentální letoun či prototyp, sériovým letounům bylo vyhrazeno B-70.

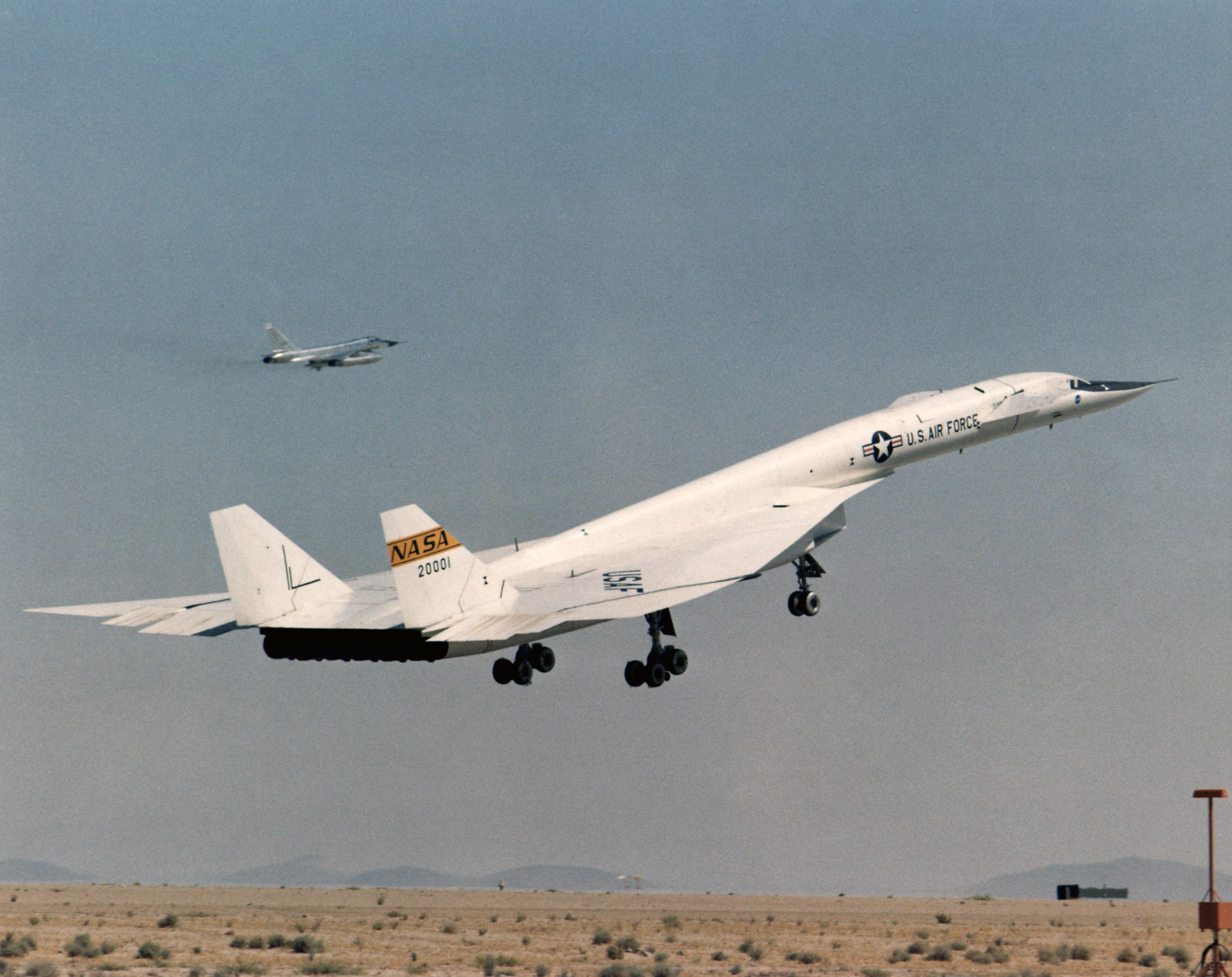
Společný vzlet „Valkyrie“ a „Hustleru“ B-58

Problémy s konstrukcí motorů spalujících borové palivo, které je navíc i vysoce toxické, přivedly konstruktéry k nutnosti použít k pohonu stroje letecký petrolej, což přineslo snížení vypočteného doletu na 8078 mil (13 000 km).
Valkyrie byla navržena jako mohutný šestimotorový dálkový a výškový bombardér, schopný pohybovat se trvale při rychlosti M=3. Tato rychlost ji měla chránit před zachycením a zničením stíhacími letouny protivníka, v té době jediné efektivní protiletadlové zbrani. North American Aviation současně připravoval svůj XF-108 Rapier, nadzvukový stíhací letoun pro rychlosti řádu M=3, který měl být schopen doprovázet útočící svazy B-70 a současně i zasahovat proti případným nepřátelským bombardérům s výkony na úrovni B-70, které by se snažily proniknout nad území Spojených států.

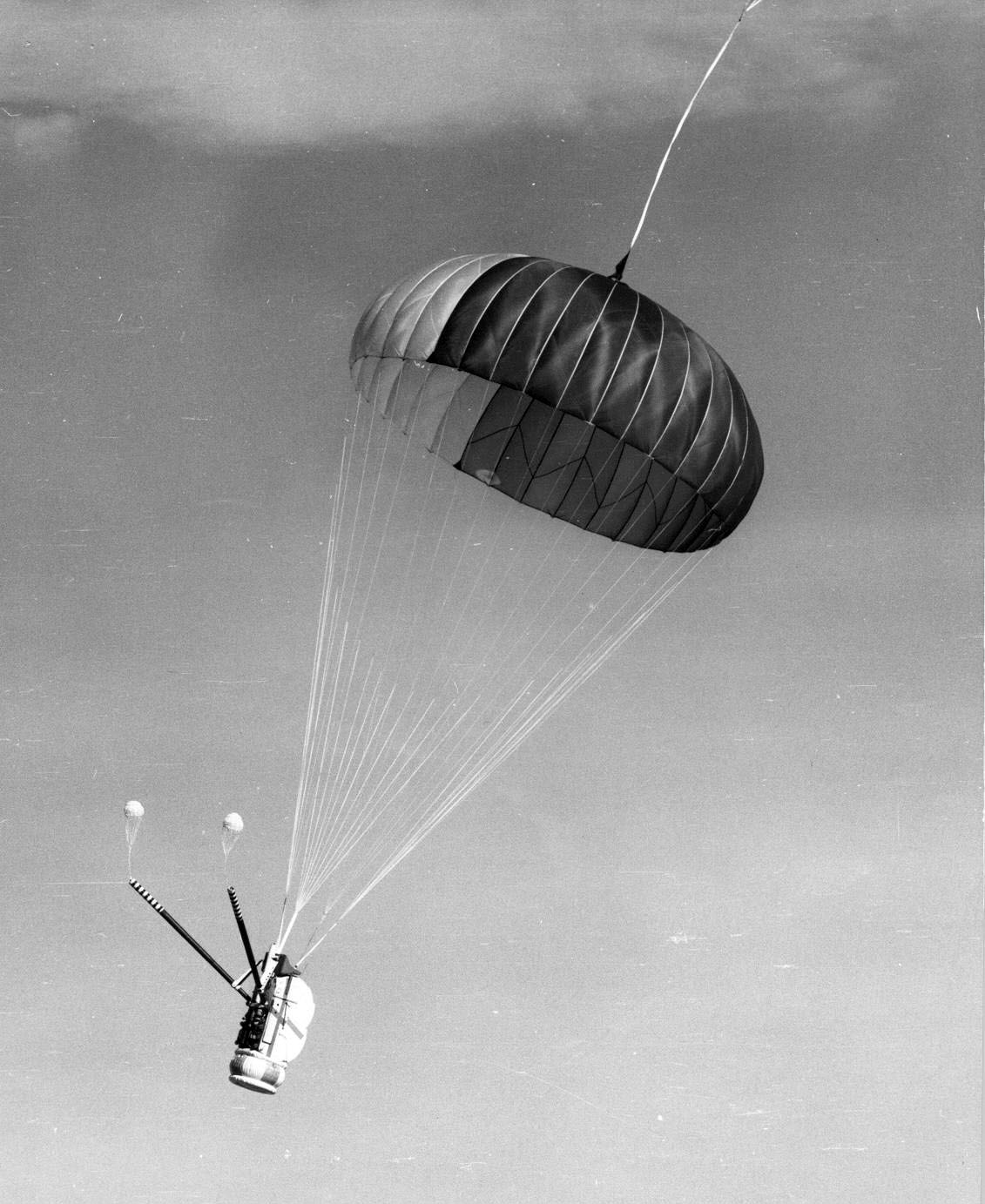
Záchranný modul během testů

Zavedení nové generace raketových střel země – vzduch do výzbroje jednotek protivzdušné obrany státu přineslo podstatné zvýšení rizika, které by podstupoval každý stroj pohybující se ve velkých výškách. Například vyhledávací radiolokátor sovětského protiletadlového raketového systému S-75 Dvina měl dosah 274 km, což dávalo i při vysoké rychlosti B-70 operátorům asi pět minut – mnohem více, než je nutné – k provedení útoku na pronikající bombardér a jeho poškození nebo zničení raketovou střelou.
Poslední ránu projektu B-70 zasadilo sestřelení průzkumného letounu Lockheed U-2, pilotovaného Francisem Gary Powersem, 1. května 1960 nad Sverdlovskem z výšky asi 21 km. Úvahy o nasazení strategických bombardérů velmi rychle přešly od útoků z velkých výšek a při vysoké nadzvukové rychlosti k průniku do hloubky nepřátelského území těsně u země. „Valkyrii“ nebylo možné pro tuto novou roli adaptovat. Spolu s uvážením vysokých nákladů na vývoj letounu a rostoucích schopností balistických raket dlouhého doletu, prezident John Fitzgerald Kennedy v roce 1961 ukončil program vývoje bombardovacích B-70 a určení stroje se změnilo na výzkum letu vysokou nadzvukovou rychlostí. Ještě po nějakou dobu se uvažovalo o vývoji průzkumné – útočné verze RS-70 (z anglického reconnaissance – strike), s cílem postavit 62 kusů pro USAF do konce roku 1969, nicméně v roce 1963 byly i tyto plány opuštěny.
Prototypy XB-70A měly být využity k provádění pokročilých testů aerodynamiky, proudových motorů a dalších výzkumných úkolů v souvislosti s programem vývoje amerického nadzvukového dopravního letounu (Program SST – American Supersonic Transport). Zpočátku se uvažovalo o třech létajících prototypech, kdy do každého dalšího by byly zapracovány určité změny na základě zkušeností s předchůdcem, ale nakonec v červenci 1964 bylo rozhodnuto o stavbě pouze dvou kusů letounu XB-70.

## Letové zkoušky

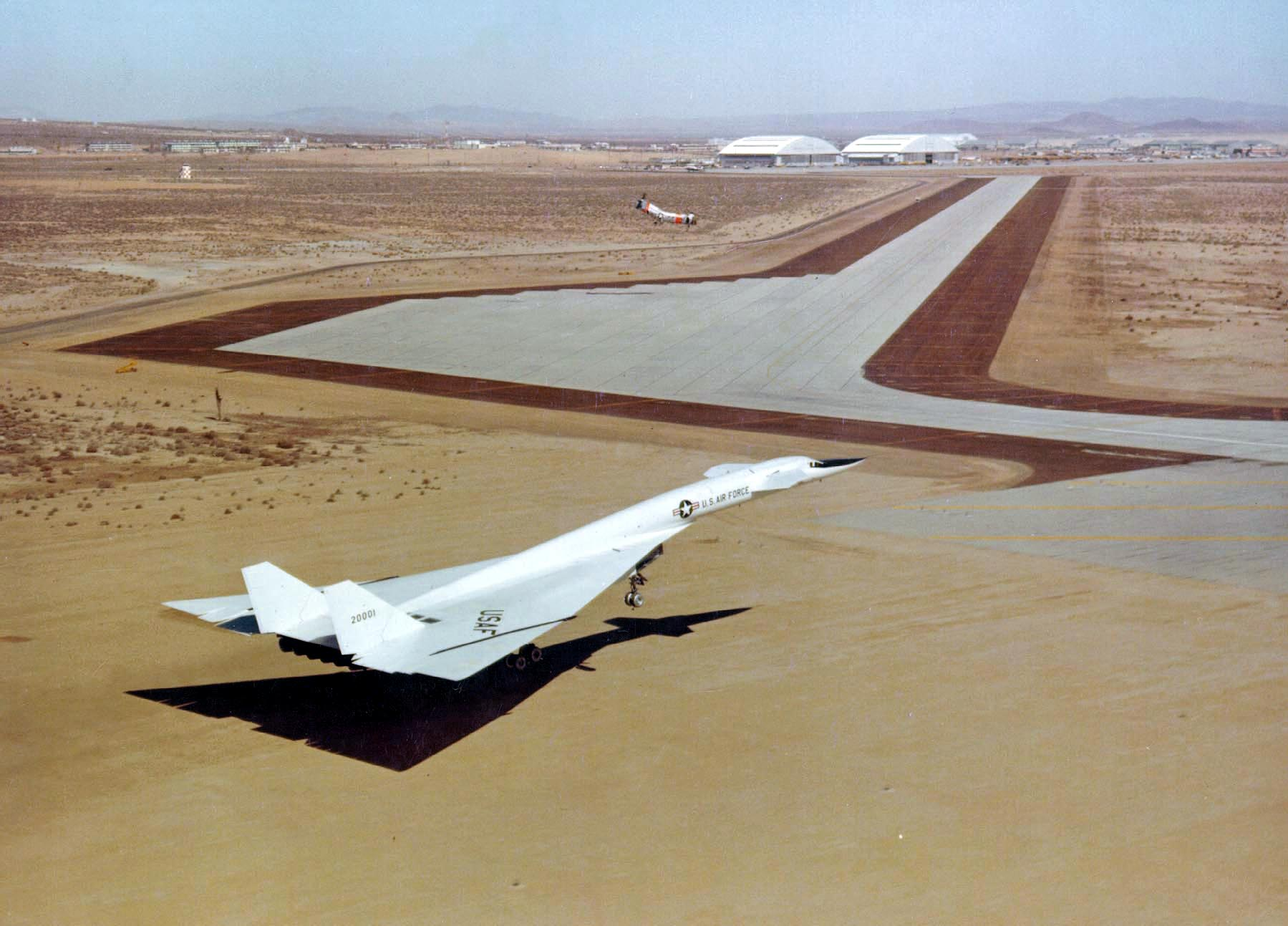
Valkyrie těsně před dosednutím

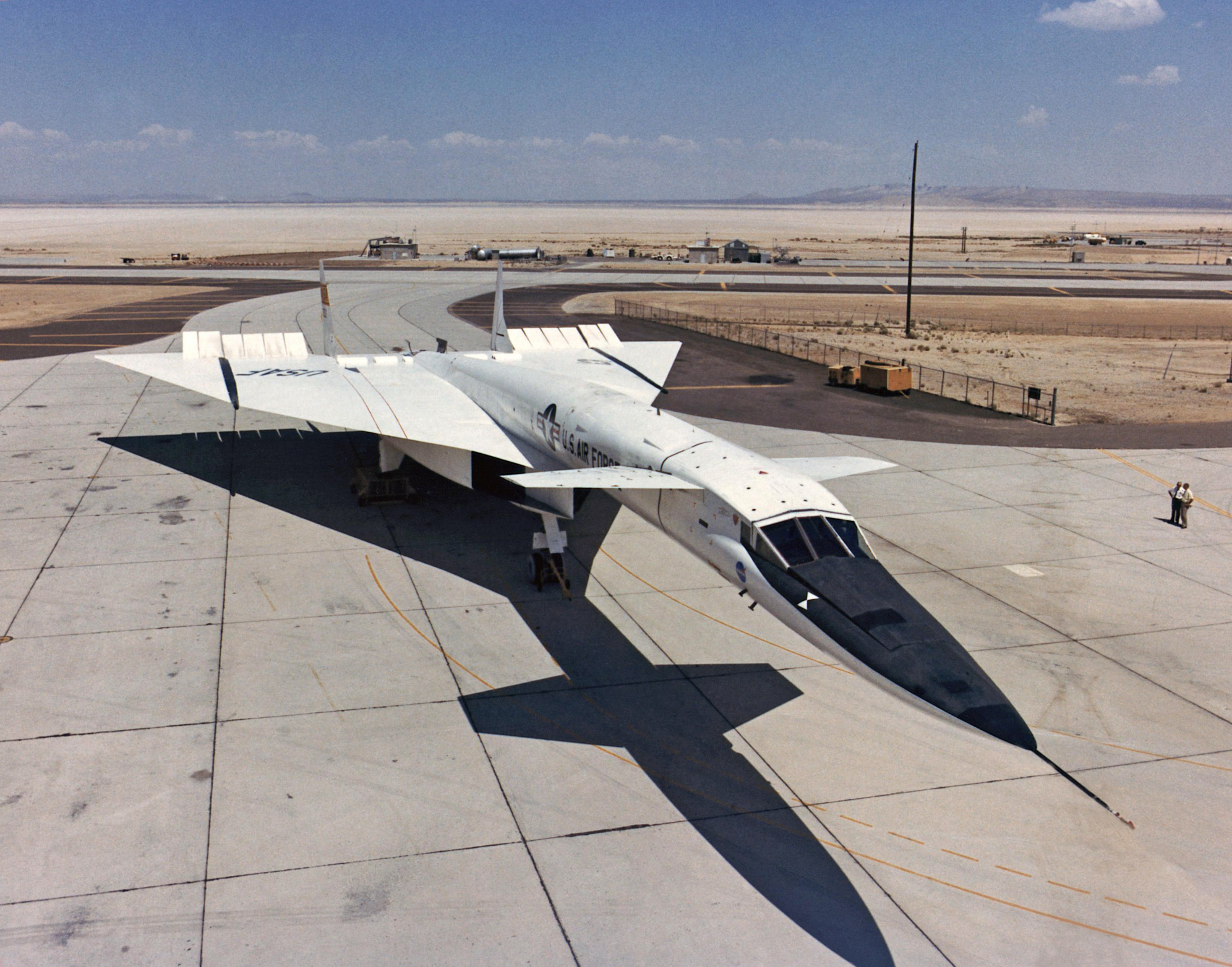
Řídící plochy Valkyrie

První prototyp XB-70 byl zalétnut 21. září 1964. U tohoto stroje se projevila nedostatečná pevnost konstrukce, způsobená malými zkušenostmi s výrobou, zpracováním, spojováním a kontrolou kvality voštinového materiálu. První XB-70 současně trpěl netěsností hydrauliky, palivového potrubí a problémy s příliš komplikovaným systémem zatahování podvozku. Při zkušebním letu dne 7. května 1965 se odlomila deska oddělující levou a pravou polovinu kanálu, kterým vstupoval vzduch do motorů, a její části vlétly do všech šesti pohonných jednotek, které tak musely jít najednou do opravy. Během prvního letu rychlostí M=3 dynamický tlak poškodil voštinové krycí panely a došlo k odtržení cca 60 cm náběžné hrany levé poloviny křídla. Tyto potíže vedly k omezení maximální přípustné rychlosti letu prvního prototypu na M=2.5.
Problémy s technologií výroby a zpracování voštinového materiálu byly takřka úplně vyřešeny během stavby druhého prototypu, který se dostal poprvé do vzduchu 17. července 1965. Dne 19. května 1966 tento stroj prolétl 2400 mil (3840 km) za 91 minut, když setrval 33 minut při rychlosti M=3.
8. června 1966 se druhý prototyp XB-70 pohyboval v těsné formaci se čtyřmi dalšími letouny: F-4 Phantom II, Northrop F-5, Northrop T-38 Talon a F-104 Starfighter, během reklamního fotografování pro firmu General Electric, výrobce motorů všech pěti strojů. Po ukončení fotografování se F-104 přetočil půlvýkrutem do polohy na zádech a narazil do hřbetu „Valkyrie“, které zničil obě směrovky a poškodil levou polovinu křídla. XB-70 přešla do vývrtky a havarovala. Hlavní zkušební pilot NASA Joseph A. Walker v F-104 a Carl Cross, druhý pilot XB-70, při srážce zahynuli. Štěstí měl kapitán XB-70 Al White, jemuž se i za cenu zranění ruky podařilo úspěšně katapultovat.

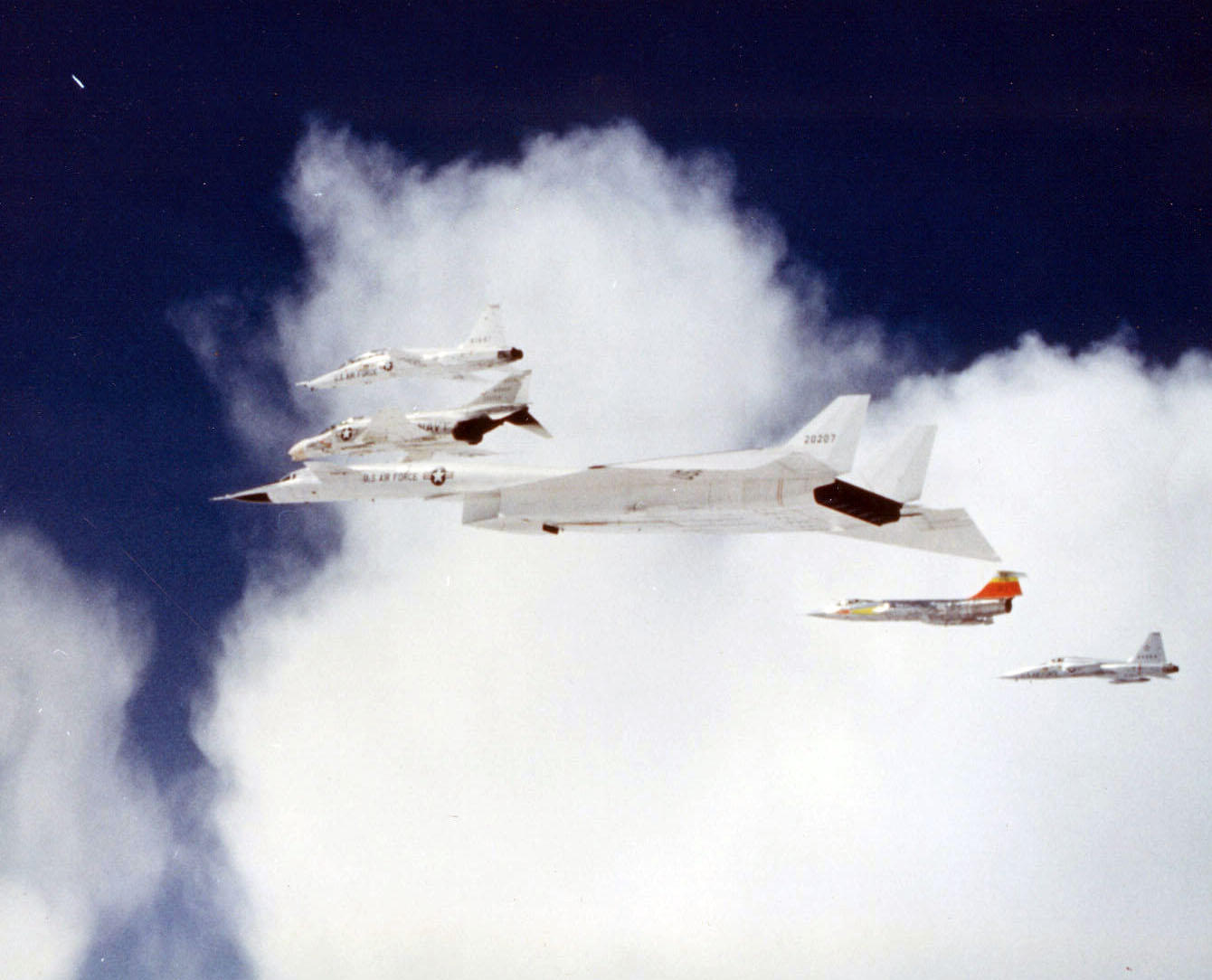
Valkyrie ve formaci

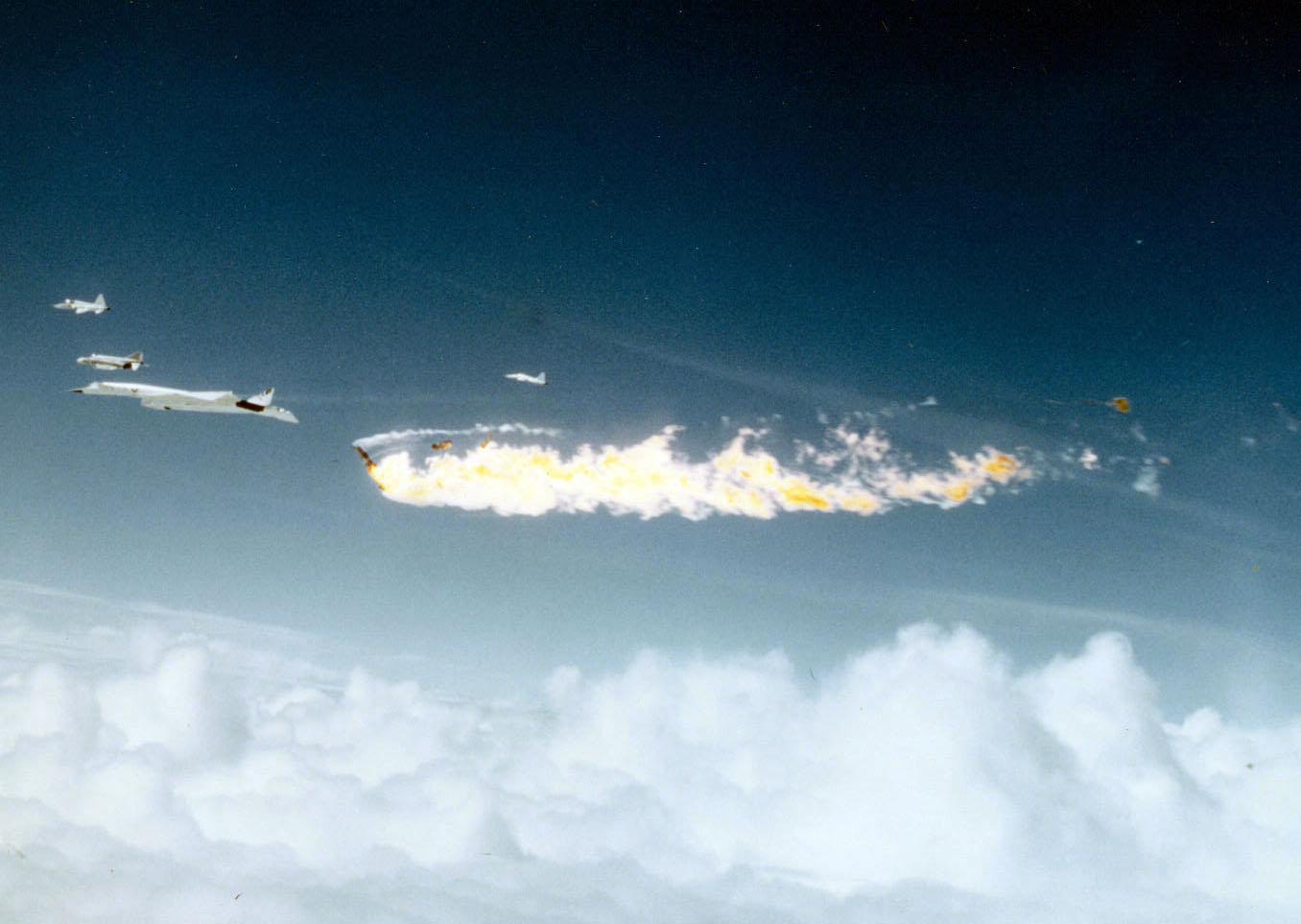
XB-70 těsně po srážce s F-104

Přesná příčina srážky není dosud plně objasněna. I když všichni zúčastnění letci byli velice zkušení, let ve skupině různých typů letounů je mnohem nebezpečnější, než pokud mají jednotlivé stroje podobné charakteristiky. Malá F-104 mohla být zachycena prouděním okolo konce křídla mnohem větší XB-70, přičemž turbulence v úplavu „Valkyrie“ způsobila ztrátu ovladatelnosti a vedla ke kolizi. Podplukovník Joe Cotton, hlavní zkušební pilot USAF v programu B-70 a současně pilot Northropu T-38 během uvedeného letu, vyslovil názor, podle něhož Walker, nemající dostatečnou zkušenost za letu ve formaci s letounem velikosti XB-70 vybaveným delta – křídlem, nedokázal udržet svoji pozici vůči vedoucímu stroji a přiblížil se natolik, až se ocasní plochy F-104 dotkly konce křídla „Valkyrie“.
První kus XB-70 navzdory omezením vykonal ještě dalších 33 zkušebních letů. 4. února 1969 byla poslední zbývající „Valkyrie“ předána do Národního muzea USAF na základně Wright-Patterson v Daytonu ve státě Ohio.
Letové zkoušky prokázaly, že intenzita aerodynamického třesku, způsobeného během překonávání zvukové bariéry tak velkým letounem, dosahuje na zemi zcela nepřijatelných hodnot. Uvedený výsledek přispěl k ukončení programu SST (Vývoj amerického nadzvukového dopravního letounu) a současně přinesl zákaz letů nadzvukovou rychlostí nad územím Spojených států pro (tehdy vyvíjené) letouny Concorde, které po celou svoji kariéru musely překonávat zvukovou bariéru při zrychlení i zpomalení ještě nad Atlantikem, v dostatečné vzdálenosti od pobřeží.

## Popis konstrukce

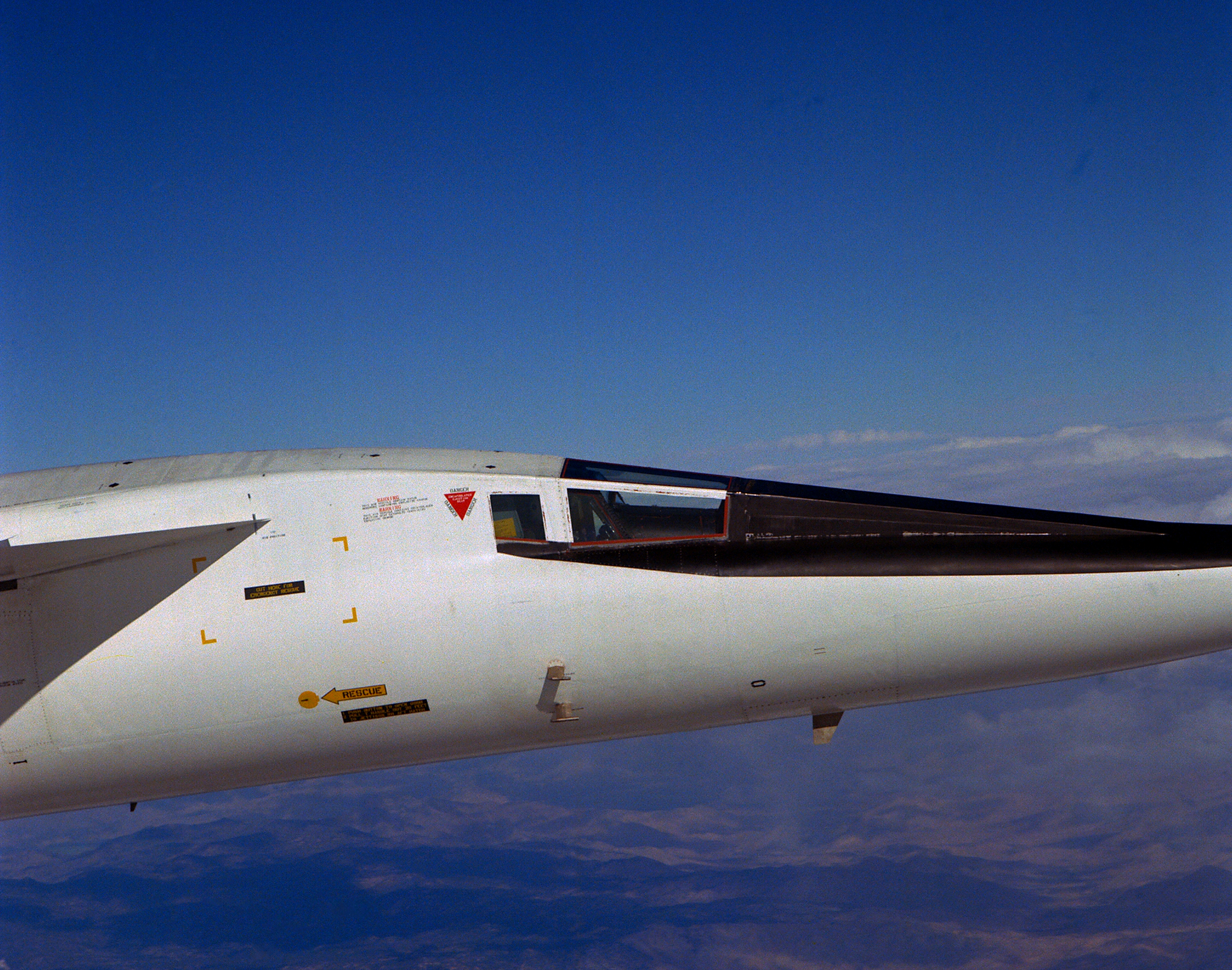
Tepelný štít v letové poloze

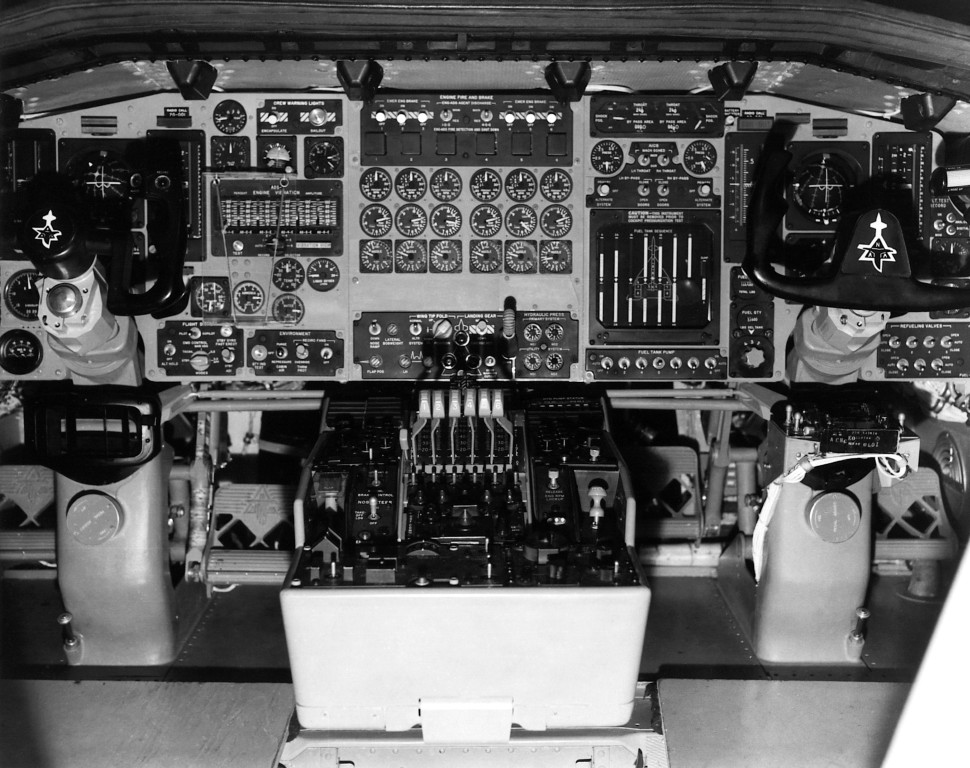
Pilotní kabina XB-70

„Valkyrie“ byla navržena jako šestimotorový výškový bombardér, schopný trvale se pohybovat rychlostí řádu M=3. Koncepčně se jednalo o letoun s delta – křídlem, vybavený „kachními“ vodorovnými plochami na přídi. Konstrukčním materiálem byla převážně nerezavějící ocel, sendvičové panely s voštinovou konstrukcí, a v menší míře titan. Před kabinou je instalován tepelný štít, vysouvaný za letu vysokou rychlostí a chránící zasklení kabiny před nadměrným aerodynamickým ohřevem – pro vzlet a přistání se zatahuje, aby nebránil pilotům ve výhledu. Tvary letounu jsou navrženy s ohledem na využití tzv. „kompresního vztlaku“ – rázová vlna, vytvořená při pohybu stroje nadzvukovou rychlostí, je zachycena pod spodní částí letounu, kde zvyšuje přetlak a přispívá tak k nárůstu celkové vztlakové síly působící na letoun. Konkrétně u XB-70 mohutnou rázovou vlnu pod trupem vytvářela přepážka ve středu vstupního kanálu vzduchu k motorům. Tato rázová vlna pak byla zachycena v prostoru ohraničeném sklopenými konci křídla a zvyšovala vztlak letounu o třicet procent, a to bez navýšení odporu.
Originálně byla vyřešena i možnost záchrany posádky z letounu pohybujícího se ve výšce 25 km a při rychlosti přes 3000 km/h. Každý z pilotů měl za sedadlem „pouzdro“ ve tvaru otevřené mušle, které se při katapultáži díky pyropatronám uzavřelo kolem letce a pomocí raketového motoru vylétlo z „Valkyrie“ směrem vzhůru. Pouzdro bylo velmi pevné, vybavené autonomním systémem klimatizace, a chránilo letce před účinky dynamického tlaku i prostředím stratosféry. Posádka proto nemusela používat nepohodlné výškové skafandry. Právě nedostatečný výkon pyropatrony, která nedokázala pouzdro uzavřít za podmínek velkého přetížení po přechodu letounu do vývrtky, zapříčinil úmrtí druhého pilota „Valkyrie“ po srážce s F-104.
Neobvykle pro stroj této velikosti byly koncové části křídla uchyceny na čepu a za letu sklápěny o 65° směrem dolů. Takto se podařilo zvýšit směrovou stabilitu XB-70 za letu nadzvukovou rychlostí, vyrovnat posunutí centra vztlaku křídla (při letu vysokou nadzvukovou rychlostí se centrum vztlaku delta – křídla posouvá výrazně směrem vzad) a současně umocnit vliv kompresního vztlaku.
U XB-70 se podařilo dosáhnout poměru vztlaku a odporu při rychlosti M=2 na úrovni cca 6. Za stejných podmínek měl Convair B-58 „Hustler“ poměr vztlaku a odporu méně než 5, naopak Concorde asi 7,4.

## Varianty

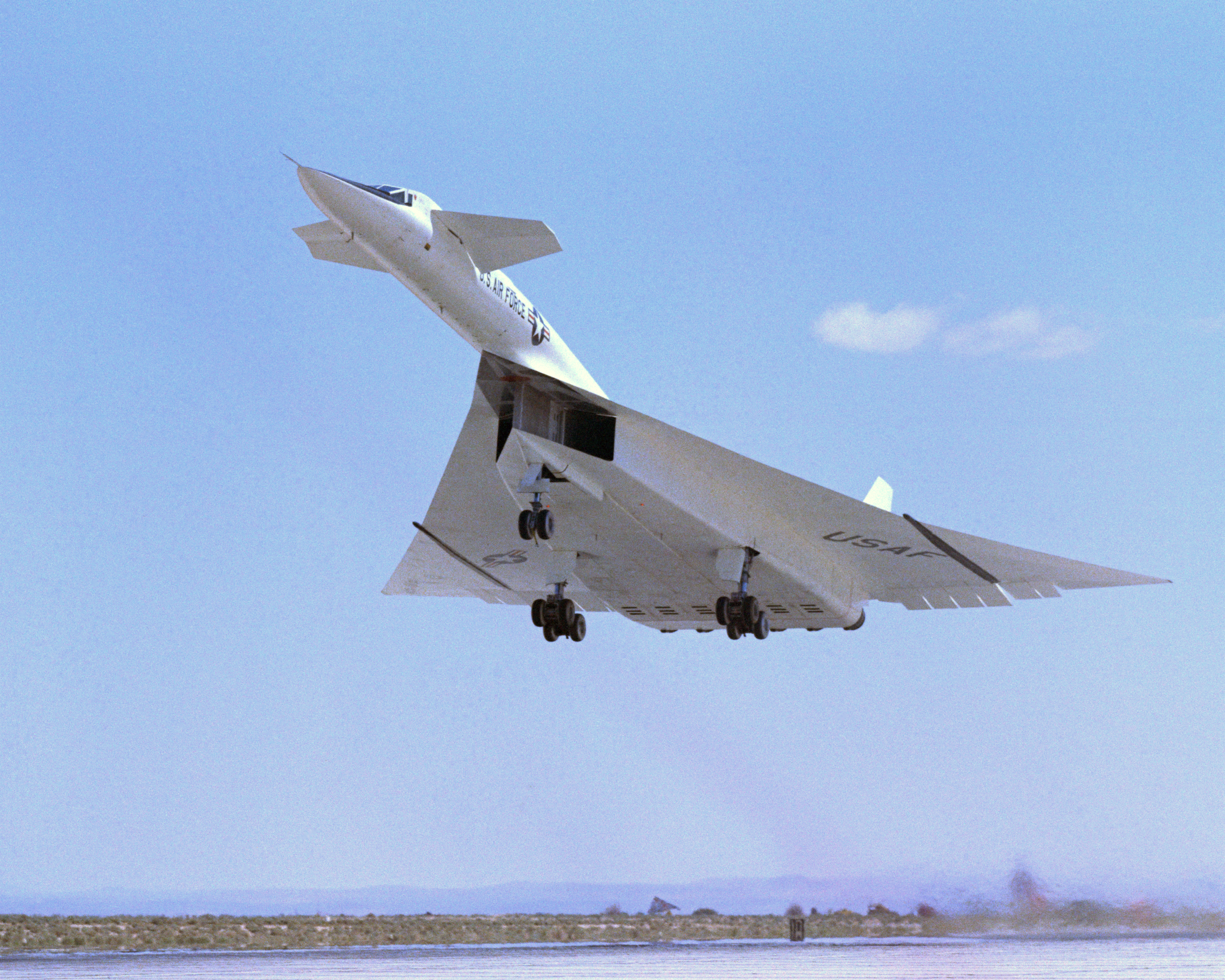
Vzlet Valkyrie XB-70A

- Maketa letounu ve skutečné velikosti byla dokončena v únoru 1959.
- XB-70A Prototypy B-70. Postaveny dva kusy :
  - Letoun č.1, firemní označení North American NA-278, sériové číslo USAF 62-0001, 83 letů v celkovém trvání 160 hodin 16 minut Vystaven v U.S. Air Force Museum, Dayton, Ohio
  - Letoun č.2, firemní označení North American NA-278, sériové číslo USAF 62-0207, 46 letů v celkovém trvání 92 hodin 22 minut Havaroval 8. června 1966 severně od Barstow, California, druhý pilot Major Carl S. Cross zahynul. Kapitán letounu Al White se úspěšně katapultoval.
- XB-70B Letoun č.3, firemní označení North American NA-274, sériové číslo USAF 62-0208. Původně se mělo jednat o první stroj verze YB-70A. Výroba tohoto letounu byla zastavena v březnu 1964 ve vysokém stupni rozpracování.
- YB-70A Dalších deset předsériových kusů. Výroba byla ukončena v prosinci 1960. Stroje měly být po ukončení letových testů modifikovány na standard B-70A.
- B-70A Sériová verze „Valkyrie“. Plánována výroba 65 kusů.[9]
- RS-70 Připravovaná průzkumná – útočná varianta se čtyřčlennou osádkou a schopností přijímat palivo za letu.[10] V letech 1959–1963 se uvažovalo o stavbě 62 kusů.[11]

## Specifikace

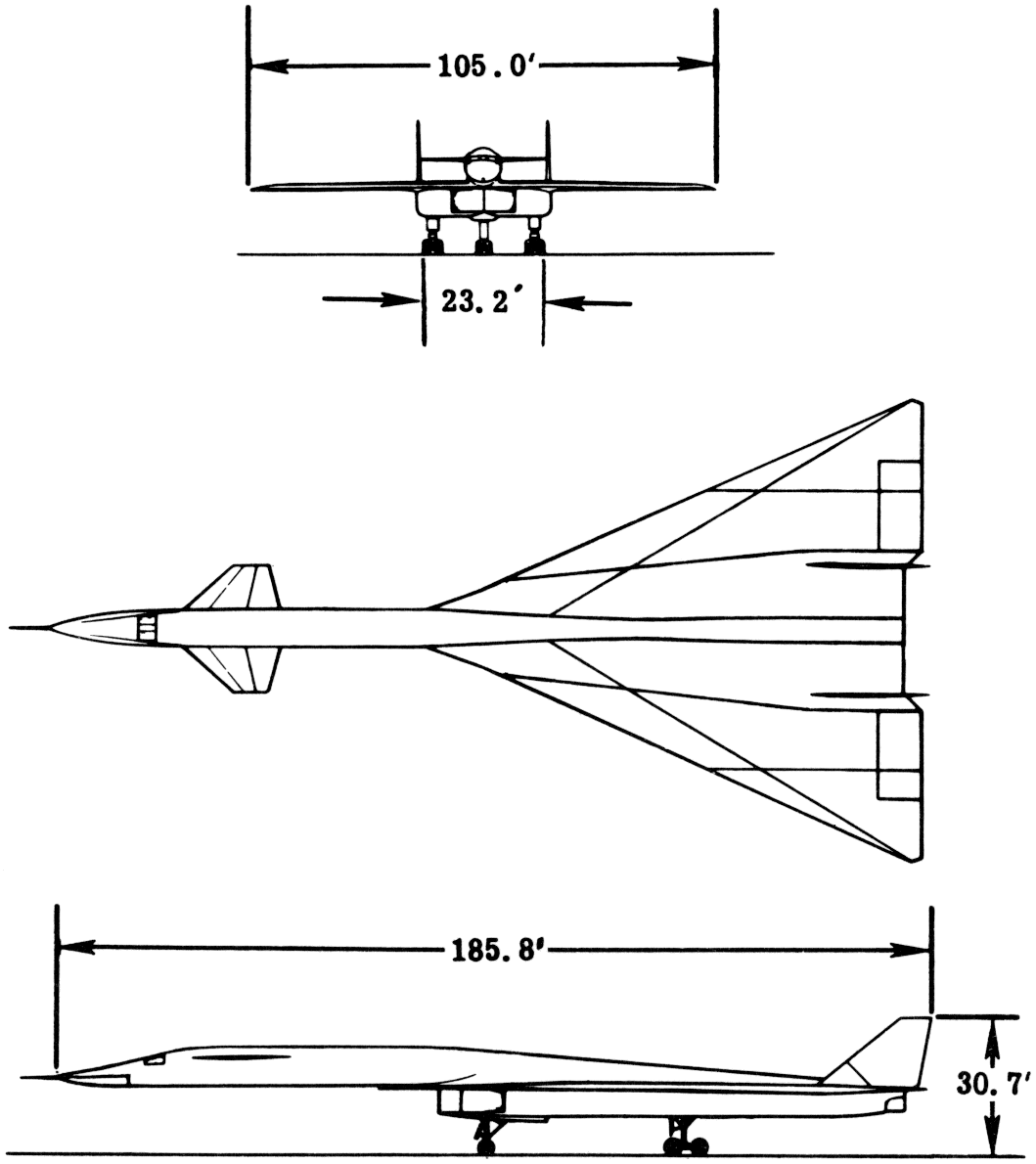
Třípohledový nákres

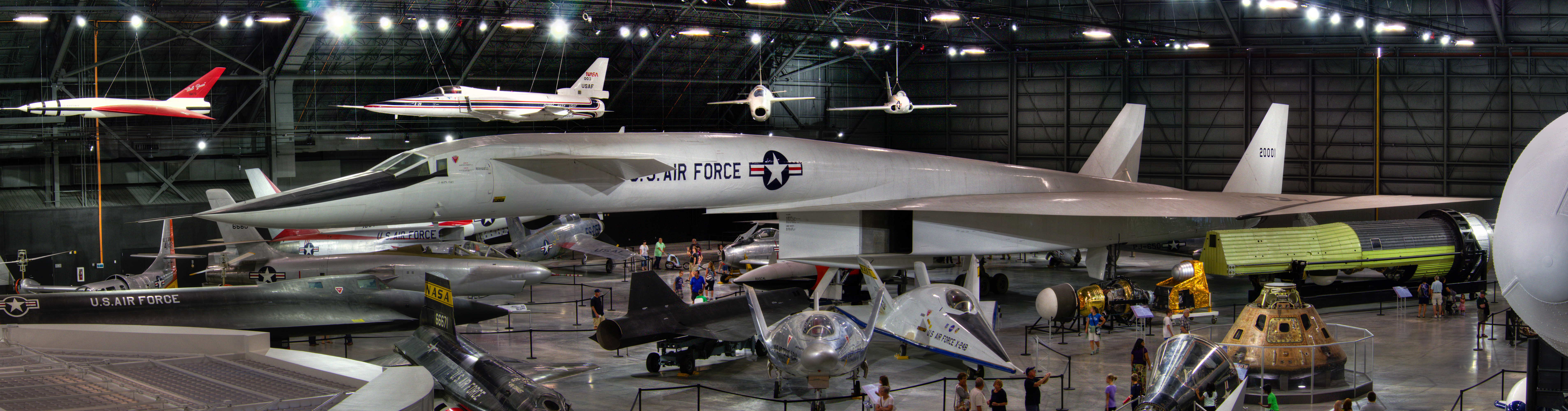
North American XB-70 Valkyrie v Národním muzeu USAF na základně Wright-Patterson – červen 2016.

### Technické údaje
- Osádka: dva piloti.
- Rozpětí: 32 m
- Délka: 59,89 m
- Výška: 9,4 m
- Nosná plocha: 585 m²
- Plošné zatížení: 427 kg/m²
- Hmotnost prázdného stroje: 93 000 kg
- Max. vzletová hmotnost : 249 480 kg
- Pohonné jednotky: 6× proudový motor General Electric J-93-GE-3
- Statický tah motoru s přídavným spalováním: 30 000 lb

### Výkony
- Cestovní rychlost: 3219 km/h (M=3,0)
- Maximální rychlost: 3309 km/h (M=3,1)
- Dostup: 23 600 m
- Dolet: 7900 km
- Poměr tah/hmotnost: 0,314

### Výzbroj
- Prototypy létaly bez výzbroje. U sériových bombardérů se předpokládal náklad až 14 jaderných pum.